# Matthaeus Lugscheider
Matthaeus Lugscheider (* 8. September 1824 in Maria Thal, Gemeinde Kramsach in Tirol; † 25. Dezember 1897 in Lohkirchen bei Ampfing) war ein Geistlicher Rat und Reichstagsabgeordneter.

## Leben und Wirken
Matthaeus Lugscheider besuchte von 1837 bis 1843 Gymnasien in Hall in Tirol und Feldkirch in Vorarlberg. Er studierte von 1843 bis 1845 Philosophie am Lyzeum Salzburg und von 1845 bis 1847 Theologie an der Universität München. 1848 wurde er zum Priester geweiht. Er war Kooperator zunächst in Kohlgrub und ab 1852 in Buchbach (Oberbayern). 1857 wurde Pfarrvikar und 1858 Pfarrer in Lohkirchen. 
1870 rückte Lugscheider für Anton Westermaier in die bayerische Kammer der Abgeordneten nach, der er bis 1876 angehörte. Von 1871 bis 1874 war er Reichstagsabgeordneter des Wahlkreises Oberbayern 5 (Wasserburg) für die Deutsche Zentrumspartei.
Lugscheider verstarb 1897 an einem Schlaganfall und vermachte sein Vermögen dem Seminar in Freising.